# Tratado de Maastricht (1843)
El Tratado de Maastricht de 1843 es un tratado internacional concluido entre Bélgica y los Países Bajos que delimita la frontera entre ambos países. Consecuencia del mismo es el establecimiento de una de las fronteras más complejas existentes en la actualidad, con múltiples enclaves y exclaves belgas y neerlandeses en las ciudades de Baarle-Hertog y Baarle-Nassau. Este tratado es secuela del anterior Tratado de Londres de 1839 o Tratado de los XXIV artículos concluido entre ambas potencias.

Detalle de los enclaves y exclaves territoriales belgas y neerlandeses establecidos en virtud del Tratado de 1843.